# Silver Sands State Park

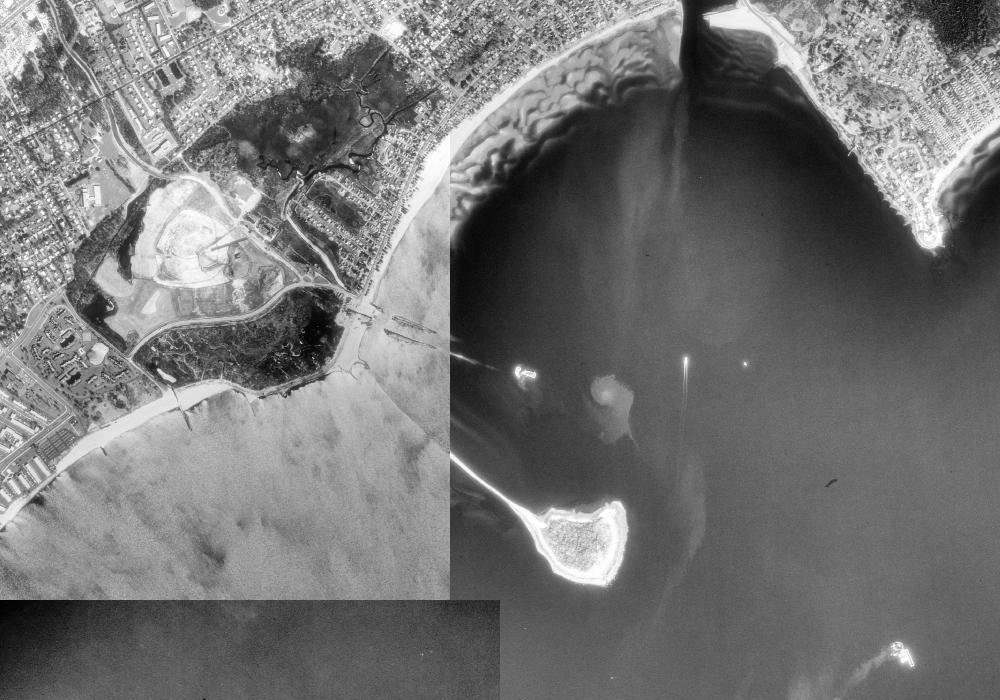
Satellitenbild von Silver Sands State Park mit Charles Island

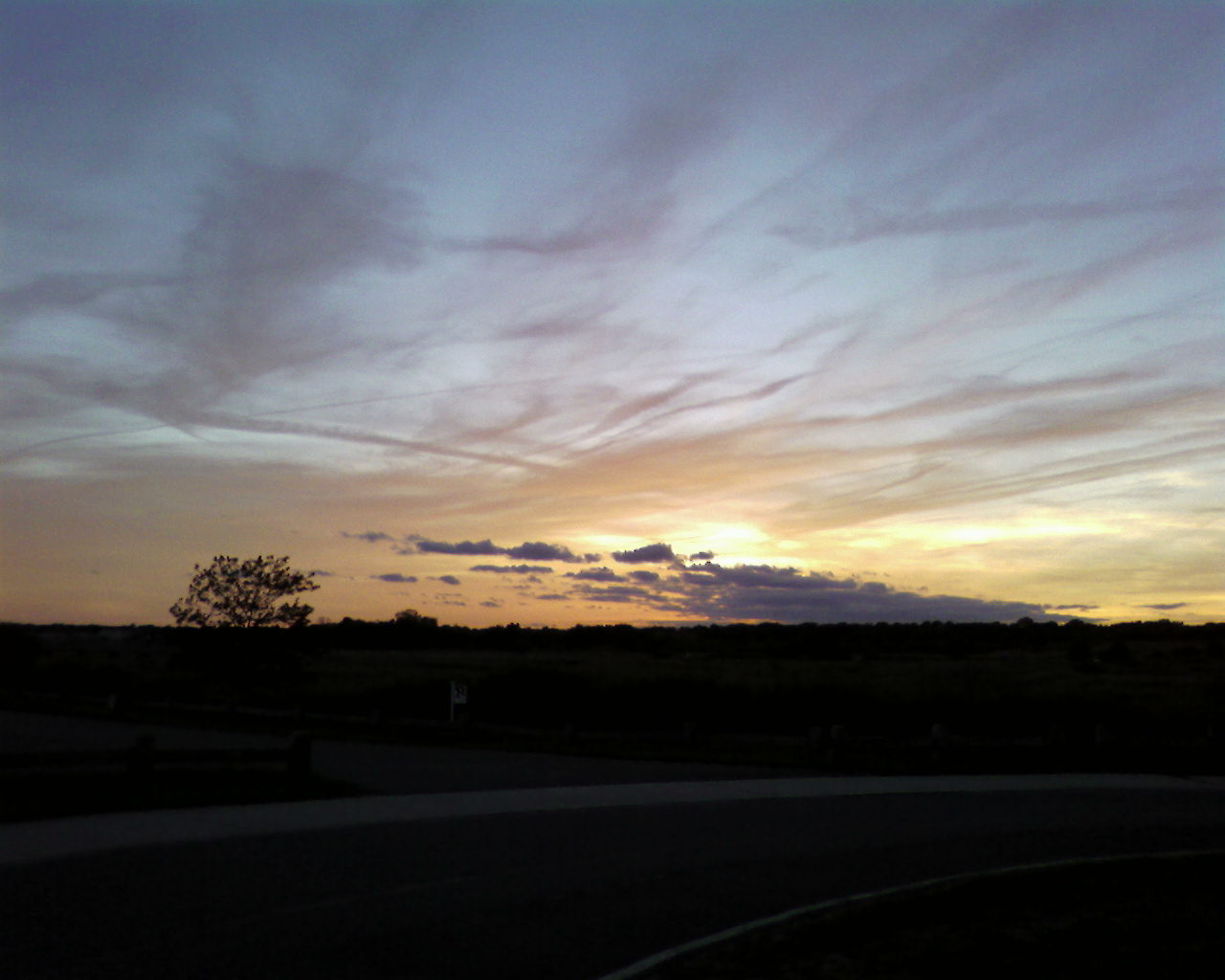
Silver Sands State Park bei Sonnenuntergang

Silver Sands State Park ist ein State Park im US-Bundesstaat Connecticut auf dem Gebiet der Gemeinde Milford. Er besteht aus 120 ha (297 acre) aus Strand, Dünenlandschaft, Salzmarschen, Wiesen und Wäldern. Der Park bietet Möglichkeiten zum Schwimmen im Long Island Sound, Picknicken, Wandern, und zur Vogelbeobachtung. In diesem Gebiet befindet sich auch das Vogelschutzgebiet Charles Island mit 5,7 ha. Es gibt Gerüchte, dass auch der Schatz von Captain Kidd dort versteckt sein soll. An den Park schließt sich das städtische Schutzgebiet Walnut Beach an. Der Haupteingang befindet sich an der Meadowside Road in Milford.

## Geschichte
Das Gebiet wurde nach dem Hurrikan Diane erworben. Der Sturm hatte 1955 75 Häuser in dem Gebiet zerstört. Zum Gebiet gehören auch die Priele von Fletcher's Creek und Nettleton Creek. Bis 1977 bestand dort eine Müllhalde. Bodenanalysen ergaben dementsprechend Verschmutzungen mit Schwermetallen.
1997 wurde ein Projekt gestartet um die Feuchtgebiete der Küste zu renaturieren. Der Park wurde nach Plänen erneuert, die bereits 1990 von dem Architekten Alfredo De Vido vorgelegt wurden. 2000 wurde das Programm abgeschlossen.

## Beschreibung
Bei Niedrigwasser können Besucher auf dem Tombolo nach Charles Island wandern. Das bewaldete Innere der Insel steht unter Schutz für verschiedene Reiherkolonien. Hier befinden sich einige der größten kolonien des Bundesstaats. Die Ruinen einer katholischen Klause aus den 1920er Jahren befinden sich noch immer auf der Insel. 
Ein Bohlenweg mit Geländer führt vom Parkplatz bis zum Strand und läuft dort weiter. In den Salzmarschen kann man noch die Überreste der Gebäude erkennen, die vom Hurrikan zerstört wurden. Darüber hinaus gibt es einen alten Pfad, der von Ost nach West den Park durchzieht.
Der Park ist ein beliebter Platz um Vögel zu beobachten. die häufigsten sind Seeschwalben, die an der Küste Futter suchen. Darüber hinaus ist der Park auch ein Überwinterungsgebiet für Raubvögel wie Raufußbussard, Schneeeule und Sumpfohreule.